# Wim Martin

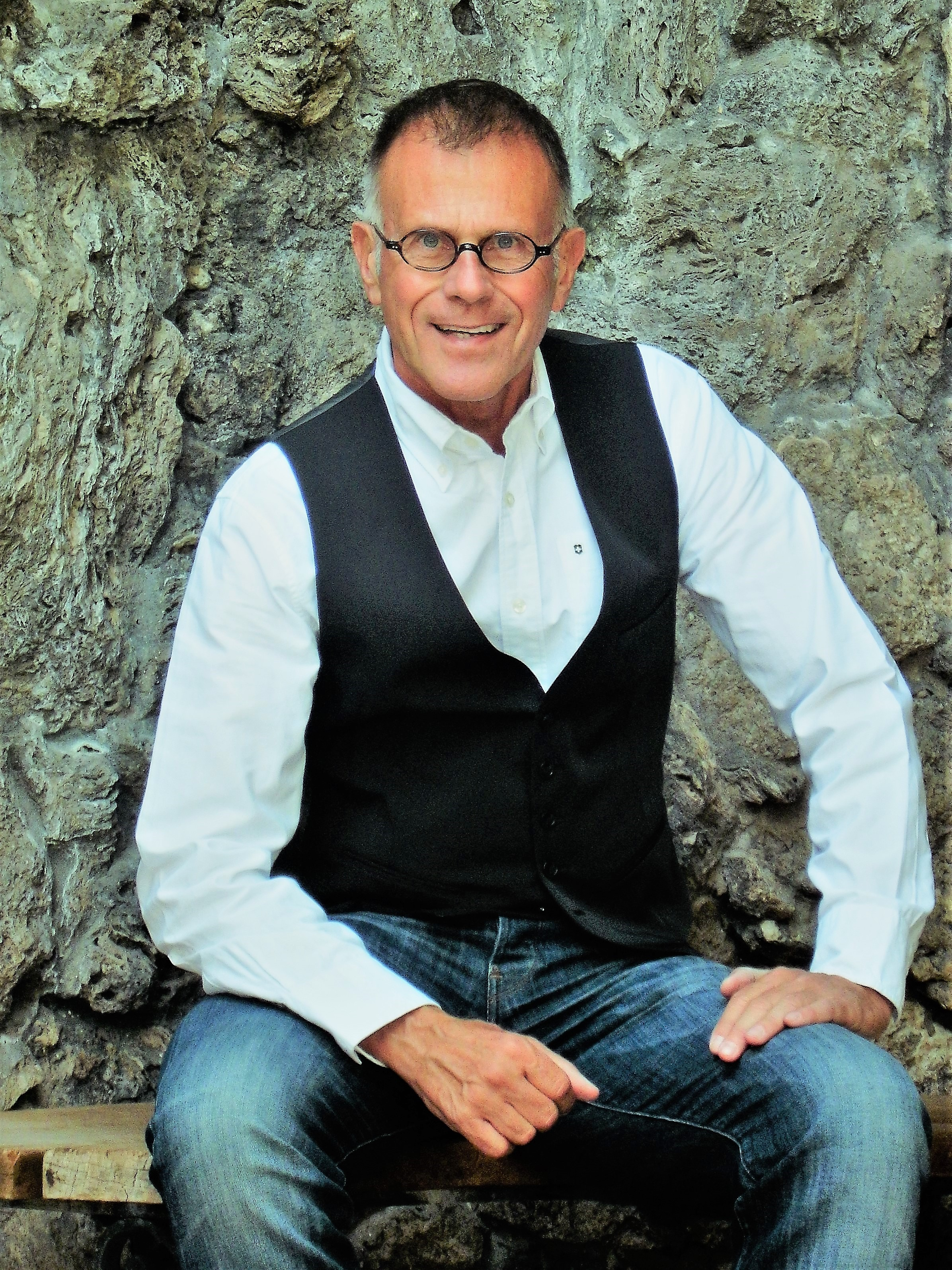
Wim Martin (2017)

Wim Martin (* 1952 in Velbert als Wilhelm Hans-Martin Meiswinkel) ist ein deutscher Romanautor und Dichter.

## Leben
Wim Martin arbeitete während seines Studiums der Literatur (bei Herbert Anton, Manfred Frank und Gerhard Kurz) und der Philosophie (bei Alwin Diemer und Lutz Geldsetzer) an der Heinrich-Heine-Universität Düsseldorf als Fotomodell in Werbung und Mode. Nach dem Studienende entschied er sich für eine Karriere als Fotomodell. 1978 erschien unter seinem Geburtsnamen Hans-Martin Meiswinkel ein erster Band mit Gedichten.
Im Jahr 2009 wandte Wim Martin sich nach langjähriger Pause dem Schreiben zu und verfasste Romane und Gedichte, die im Hummelshain Verlag in Essen-Kettwig erschienen.

## Werk
Die frühe, anfangs meist gereimte und von Vorbildern wie Rilke und Hölderlin inspirierte Lyrik Wim Martins ist geprägt vom Deutschen Idealismus, von christlicher Tradition, Einflüssen griechischer Mythologie und der deutschen Naturlyrik Eichendorffs und Peter Huchels. Die späteren Gedichte, entstanden in mehr als dreißig Jahren und versammelt im bibliophilen Band Nahe Engel, von fern: Musik (2019), gehorchen formaler Strenge als ungereimte Terzinen, bleiben thematisch aber seinen Wurzeln verhaftet. Neu ist der Gebrauch der aus der modernen U-Musik geläufigen Technik des Samplings, bei der Zitate (aus Dichtung, Popmusik und Filmen) in neuem Kontext erscheinen. Einzeln eingeflochtene Zeilen berühmter Vorbilder verweben sich nahtlos mit Wim Martins eigener Poesie zu einem organischen Ganzen.
Das erzählerische Werk Martins beruft sich auf die deutsche Romantradition des 20. Jahrhunderts, den Magischen Realismus der lateinamerikanischen Literatur sowie auch, wenngleich in eher gemäßigter Form, auf die literarischen Tabubrüche von Hubert Fichte oder des jungen Bodo Kirchhoff.
Martins erster Roman Das schlagende Herz (2018) spielt im winterlich düsteren Velbert und erzählt die Lebensgeschichte zweier Randfiguren der Gesellschaft, einer aus Altersarmut zum Pfandflaschensammeln genötigten Rentnerin und eines Obdachlosen, der in seelischer Paralyse seiner verlorenen Liebe nachtrauert. Sein zweiter Roman Babylon Cam (2020) ist ein Kriminalroman und erzählt die Geschichte eines Luxus-Callboys, der sich unverhofft in einer schmutzigen Intrige befindet und mit detektivischem Scharfsinn daraus befreit. Der dritte Roman Die Pandemie (2021) greift die gleichnamige Krise des Jahres 2020 thematisch auf und erzählt wiederum mit den Mitteln des Thrillers und Psychodramas eine in der Gegenwart spielende Geschichte. Der ebenfalls 2021 erschienene und als Politthriller deklarierte Roman Brachfeld thematisiert Filz und Korruption in der Kommunalpolitik anhand eines fiktiven Schauplatzes.
In seinem Roman Der Einfall des Lichts (2022) thematisiert Martin erstmals seine langjährige Karriere als Fotomodell. Der Protagonist trägt, obwohl stark fiktionalisiert, autobiographische Züge in einer in poetischer Sprache erzählten Geschichte. Formal kann dieses Werk beinah als Novelle gelten, denn an einem Punkt der Handlung schlägt der lyrische Erzählstil urplötzlich um in ein von Elementen des Thrillers vorangetragenes Plot mit einem wahrhaftigen Showdown.
Sein Roman Suicide Blonde (2023) stellt eine Frau in den Mittelpunkt der tragischen Geschichte, die, enttäuscht von der Liebe und befremdet von der Realität, sich in eine schizophrene Psychose flüchtet, in der sie Kontakt mit einem verstorbenen Rockstar zu haben glaubt. Wie in allen seinen Romanen seziert Martin auch hier mit analytischem Blick die aktuelle gesellschaftliche Befindlichkeit. 
Verankert zwischen den beiden sein Schreiben markierenden Polen der klassischen deutschen Erzähltradition und des Magischen Realismus Lateinamerikas ist auch Wim Martins Hauptwerk, der in neun Jahren entstandene, umfangreiche Roman Das weiße Tier (2023). Die Geschichte ist eine fünfzig Jahre umspannende, autobiographische Chronik wie zugleich Schelmenroman und auch Märchen.
Wie die meisten seiner Figuren ist auch die Protagonistin im Roman Der Chirurg (2024) eine existenziell Suchende. In einer Hommage an den Schauplatz Düsseldorf verwebt sich das Porträt einer starken Frau mit einem Thriller. Der Roman Der Legionär (2025), der ebenfalls zu großen Teilen in Düsseldorf spielt, beschreibt den Rachefeldzug eines ehemaligen Fremdenlegionärs gegen einen kriminellen Clan.

## Werke
- als Hans-Martin Meiswinkel: Orchidee und Aldebaran. Gedichte. Wulff-Verlag, Dortmund 1978, ISBN 978-3-88090-059-2.
- als Hans-Martin Meiswinkel: Die Deutschklausur. In: Reinhard Kahl (Hrsg.): Schule Überleben. Handbuch für Unbelehrbare. Rowohlt, Reinbek bei Hamburg 1983, ISBN 978-3-499-15234-4.
- Das schlagende Herz. Roman. Hummelshain Verlag, Essen 2018, ISBN 978-3-943322-10-1.
- Nahe Engel, von fern: Musik. Gedichte. Hummelshain Verlag, Essen 2020, ISBN 978-3-943322-16-3.
- Babylon Cam. Roman. Hummelshain Verlag, Essen 2020, ISBN 978-3-943322-17-0.
- Die Pandemie. Roman. Hummelshain Verlag, Essen 2021, ISBN 978-3-943322-27-9.
- Brachfeld. Roman. Hummelshain Verlag, Essen 2021, ISBN 978-3-943322-36-1.
- Der perfekte Mord: In: Peter Marx (Hrsg.): Tatort: Essen, Hummelshain Verlag, Essen 2022, ISBN 978-3-943322-48-4.
- Der Einfall des Lichts. Roman. Hummelshain Verlag, Essen 2022, ISBN 978-3-943322-5-07.
- Suicide Blonde. Roman. Hummelshain Verlag, Essen 2023, ISBN 978-3-943322-590.
- Das weiße Tier. Roman. Hummelshain Verlag, Essen 2023, ISBN 978-3-910971-03-5.
- Der Chirurg. Roman. Hummelshain Verlag, Essen 2024, ISBN 978-3-910971-16-5.
- Der Legionär. Roman. Hummelshain Verlag, Essen 2025, ISBN 978-3-910971-25-7